# Formalismo de Cartan
Em física matemática, notações e definições para a noção de conexão de Cartan são seguidamente chamadas de formalismo de Cartan. A teoria vierbein ou tétrade, muito usada em física teórica, é um caso especial da aplicação da conexão de Cartan em variedades de quatro dimensões. Aplica-se a métricas de qualquer assinatura. (Veja tensor métrico.) Esta seção é uma abordagem para tétrades, mas escrito em termos gerais. Em outras dimensões além de quatro, palavras como tríade, pentade, zweibein, fünfbein, elfbein, etc, têm sido utilizadas. Vielbein abrange todas as dimensões. (Em alemão, vier significa “quatro” e viel significa “muitos”.)
Para um índice de notação dependente de base, ver tétrade (notação de índice).

## O ingredientes básicos
Seja uma variedade diferenciável M de dimensão n, e os números naturais fixos p e q com p+q = n. Suponhamos que dado um SO(p, q) - fibrado principal B sobre M (chamado fibrado de bases), e um SO(p, q)-fibrado vetorial V associado a B por meio da representação natural de SO(p, q) n-dimensional. 
Suponha dado também uma métrica SO(p, q)-invariante η de assinatura (p, q) sobre V; e uma função linear inversível entre fibrados vetoriais sobre M, e: TM → V onde TM é o fibrado tangente de M.

## Construções
Uma (pseudo)métrica de Riemann se define sobre M como aplicação regrediente (pullback) de η por e. Isto é, se temos duas seções de TM, X  e Y,
g(X, Y)=η(e(X),e(Y)).
Uma conexão sobre V, A  se define como a única conexão que satisfaz estas duas condições: 
- dη(a, b)=η(dAa, b)+η(a, dAb) para todas as seções diferenciáveis a e b de V (isto é, dAη=0) onde dA é a derivada exterior covariante. (isto indica basicamente que A  pode ser ampliada a uma conexão sobre o SO(p, q) fibrado principal)

- dAe=0. (isto indica basicamente que ∇ definida abaixo é livre de torsão)

agora que tenhamos especificado A, podemos utilizá-la para definir uma conexão sobre TM por produto fibrado (pullback) por e; 
e(∇X)=dAe(X) para todas as seções diferenciáveis X de TM.
Dado que o que agora temos é uma SO(p, q) teoria de gauge, a curvatura F de Riemann definida como F = dA + A∧A é covariante de gauge ponto a ponto. Este é simplesmente o tensor de Riemann de um modo diverso.

## A ação de Palatini
Na formulação tétrada da relatividade geral, a ação, como funcional da cotétrada ‘’e’’ e a conexão A sobre a variedade diferenciável M tetradimensional é dada por 
{\displaystyle S\equiv {\frac {1}{2}}\int _{M}\epsilon (F\wedge e\wedge e)}
onde F é a 2-forma da curvatura de gauge e ‘’e’’ é o equivariante antissimétrico representado por tetravetores do SO(3,1) normalizado por η.